# Peter Knorr (Illustrator)

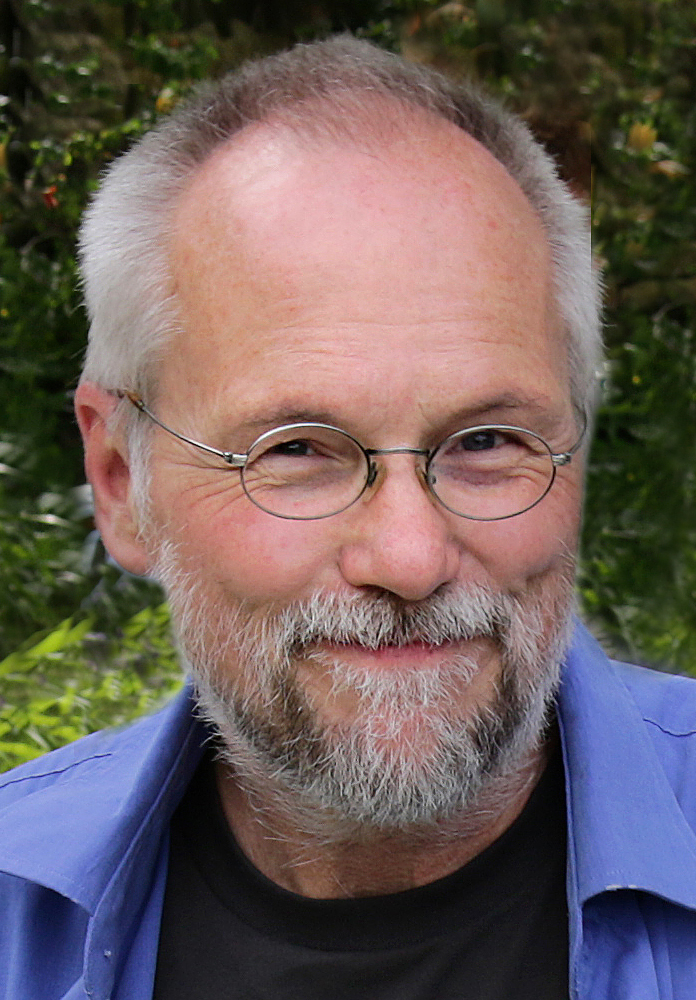
Peter Knorr (2016)

Peter Knorr (* 1956 in München) ist ein deutscher Illustrator, der zahlreiche Kinderbücher und Bucheinbände für Werke von Erich Kästner, Peter Härtling, Kirsten Boie, Paul Maar, Irene Wellershoff, Rafik Schami und andere gezeichnet hat. Knorr arbeitete auch als Zeichner für Fernsehsendungen wie die ZDF-Kinderserie Siebenstein. In den letzten Jahren produzierte er eine Reihe von Wimmel- und Bilderbüchern zusammen mit Doro Göbel.
Knorr studierte Kunsterziehung in Mainz. Für seine Arbeiten wurde er im Rahmen des Wettbewerbes „Die schönsten Deutschen Bücher“ von der Stiftung Buchkunst ausgezeichnet. Er lebt heute als freischaffender Illustrator mit seiner Familie in Nierstein am Rhein.

## Rezeption
„Der liebevolle Detailreichtum ist das Ergebnis generalstabsmäßiger Planung: [...] Auch der Prozess des Zeichnens ist komplex: erster Entwurf mit Bleistift, dann wird die eingescannte Zeichnung am Computer koloriert, dann ausgedruckt, dann noch mal mit der Hand nachgezeichnet, damit das Bild aus einem Guss ist und nicht so clean aussieht, wie am Computer konstruiert. Und danach wird die Zeichnung wieder eingescannt und nochmals am Computer bearbeitet, um kleine Fehler auszumerzen.“
„Doro Göbel und Peter Knorr entwerfen in ihren Wimmelbüchern das Bild einer sehr vielfältigen Gesellschaft, in der Menschen mit ganz unterschiedlichen Identitäten zusammenfinden. Besonders schön sieht man das an den Familien in ihren Büchern: Da gibt es nicht nur klassische Kernfamilien, sondern verschiedenste Familienmodelle, gleichgeschlechtliche Lebenspartner ebenso wie solche mit unterschiedlichen ethnischen und kulturellen Hintergründen. Auch sind die Figuren nicht auf klassische Geschlechterrollen beschränkt.“
„Wimmelbücher sind vermutlich das kommunikativste Genre der Kinderliteratur: Eltern und Kinder fassen die Bilder in Worte, erzählen die gezeichneten Geschichten nach, beschreiben die Protagonisten. Das funktioniert umso besser, je mehr Erzählstoff ein Wimmelbuch hergibt. Die Meister dieses Genres sind die Illustratoren Doro Göbel und Peter Knorr ...“

## Werke (Auswahl)
- 2021: Auf zum Markt! Eine Wimmelbilder-Geschichte (mit Doro Göbel)
- 2020: Göbel & Knorr Wimmelbilder Edition Kalender 2021 (mit Doro Göbel)
- 2019: Hier wird gebaut! Eine Wimmelbilder-Geschichte. (mit Doro Göbel)
- 2017: Die Flussfahrt. Eine Wimmelbilder-Geschichte. (mit Doro Göbel)
- 2016: Oh Schreck, das Krokodil ist weg. (mit Doro Göbel)
- 2016: Das Wimmelbilder-Malbuch (mit Doro Göbel)
- 2015: Unser Zuhause: Eine Wimmelbilder-Geschichte. (mit Doro Göbel)
- 2014: Die schönste Seifenkiste der Welt. (mit Doro Göbel)
- 2013: Was machen die da?: Eine Wimmelbilder-Geschichte über Berufe. (mit Doro Göbel)
- 2011: Im Zirkus: Eine Wimmelbilder-Geschichte. (mit Doro Göbel)
- 2010: Der Ausflug: Eine Wimmelbilder-Geschichte. (mit Doro Göbel)
- 2006: Was suchen die Maiers am Himalaya? (mit Doro Göbel)
- 2005: Maiers große Rätselreise. (mit Doro Göbel)
- 2000: Rudi Rabe lernt fliegen. (mit Irene Wellershoff)
- 1999: DU wirst schon sehen, es wird ganz toll. (mit Kirsten Boie)
- 1996: Als ich ein kleiner Junge war .(mit Erich Kästner)
- 1995: Wie Nikki ihr blaues Wunder erlebte. (mit Sibylle Duran)
- 1994: Mutter Vater Kind. (mit Kirsten Boie)
- 1992: Anne macht alles nach. (mit Paul Maar)
- 1990: Der Wunderkasten. (mit Rafik Schami)
- 1990: Oma. (mit Peter Härtling)

## Weblink
- Homepage von Peter Knorr